# ゴードン・ジェイコブ
ゴードン・パーシヴァル・セプティマス・ジェイコブ（Gordon Percival Septimus Jacob, 1895年7月5日 - 1984年6月8日）は、イギリスの作曲家。吹奏楽曲の作曲や教育的な著書で知られる。ゴードン・ヤコブと表記されることもある。

## 生涯
ジェイコブの経歴は、始まる前に終わってしまうところであった。10人兄弟の末っ子であった彼は、19歳の時に第一次世界大戦に参加すべく野戦砲兵隊に入隊し、1917年に捕虜となったとき、所属していた800人の大隊のうち生き延びたのは彼を含めわずか60人であった。
解放された後、彼は1年間ジャーナリズムを学ぶが、すぐにやめて王立音楽大学で作曲、理論、指揮を学び始める。その後1924年から1966年に引退するまでここで教鞭を執り、その生徒にはイモージェン・ホルスト、バーナード・スティーヴンス、マルコム・アーノルド、ルース・ギップス、マデリーン・ドリング、ジョーゼフ・ホロヴィッツなどがいた。運悪く、口蓋裂と幼少時の手のけがのため、ジェイコブの楽器演奏能力には限界があった。彼はピアノを学んでいたが、演奏してみせたことはなかった。
ジェイコブが最初に成功を収めた作品は、学生の頃に作曲された。16世紀の作曲家ウィリアム・バードのヴァージナルのための作品を素材にしたオーケストラ用の作品「ウィリアム・バード組曲」（William Byrd Suite）である。この作品は後に吹奏楽用に編曲され、この版がよく知られている。彼は1946年に王立大学のフェローとなり、以後生涯を通じて、学生と教員のための作品を書き続けた。
1930年代、ジェイコブは（他の若い作曲家数人と共に）サドラーズ・ウェルズ・バレエ団のためにいくつか作品を作った。そのほとんどは、「レ・シルフィード」のように過去の作曲家の作品の編曲であったが、「リーマスおじさん」（Uncle Remus）はこの団体のために作られたオリジナルの作品である。彼はまた、第二次世界大戦中の士気高揚用のラジオ喜劇のためのライト・ミュージックも作曲し、音楽のエリート主義者達の非難と公衆の賛辞を浴びた。またプロパガンダ映画の音楽もいくつか作曲している。
ジェイコブの名声が頂点に達するのは1950年代である。この時期の主な出来事として、1951年の英国博覧会（Festival of Britain）に彼の作品「祝典のための音楽」（Music for a Festival）が使用されたこと、また1953年のエリザベス2世の戴冠式で使用された国歌のトランペット・ファンファーレの編曲を行ったことが挙げられる。
ジェイコブは1966年に王立大学を引退した後も、主に委嘱作品の作曲を続けることで生計を立てた。彼はそれらの作品の多くを「地味な小品群」と形容したが、1984年の「ティンパニと吹奏楽のための協奏曲」（Concerto for Timpani and Wind Band）など、代表的作品の一部はこの時期に作曲されたものである。
ジェイコブは2度結婚している。はじめに1924年にシドニー・グレイ（Sidney Gray）と結婚したが、1958年に死別している。その1年後の1959年、今度はシドニーの姪のマーガレット・グレイ（Margaret Gray）と再婚している。彼は自分より42歳年下のマーガレットとの間に2児をもうけた。
1959年に、ケン・ラッセル監督によるジェイコブの生涯の記録番組「ゴードン・ジェイコブ」（Gordon Jacob）がBBCで放送され、また1995年にはエリック・ウェザレル（Eric Wetherell）作の「ゴードン・ジェイコブ：百周年記念伝記」（Gordon Jacob: a Centenary Biography）と題する本も出版されている。

## 音楽
ジェイコブは、同時代の作曲家たちの中では最も音楽的に保守的な人物の1人であった。王立大学でレイフ・ヴォーン・ウィリアムズやチャールズ・スタンフォードについて学んだものの、ジェイコブは友人達がロマン派を好むのに対し、より簡素なバロックや古典派の作品を好み、無調音楽やセリー音楽の流行に直面しても、この美意識に固執した。
この保守主義は、ジェイコブの作品が前衛音楽が好まれた1960年代に時代から取り残される原因となり得たが、本人はそのことをほとんど気にしなかった。彼はこう言っている。「私は個人的に、先進的な芸術家達の知的な俗物根性には不快感をもっている。…もしメロディが完全に放棄される時が来たならば、あなたは音楽さえもやめてしまうことになるだろう。…」
彼は管楽器の用法に長けた作曲家であり、今日彼への敬意の多くは吹奏楽に対する信奉によるものである。これは吹奏楽自体が、コンサートを行う音楽団体を出自とするものであることから来るものである。加えて、彼はほぼ全ての管楽器のために、様々な難易度の独奏曲や室内楽の本を執筆しており、その多くが現在では教育学的な基準となり、レパートリーに加わっている。
ジェイコブは多作な人物で、1984年に死去するまでに4冊の著書と数多くの音楽に関するエッセイに加えて、700曲以上の音楽作品を発表した。

## 主な作品
- ウィリアム・バード組曲 William Byrd Suite （1924年）

1. オックスフォード伯爵の行進曲 The Earle Of Oxford's Marche
2. パヴァーナ Pavana
3. ジョン、いまキスして Jhon Come Kisse Me Now
4. メイデンの歌 The Mayden's Song
5. ウルジーの荒野 Wolsey's Wilde
6. 鐘 The Bells

- ヴィオラ協奏曲第1番 Viola Concerto no. 1 （1925年）
- ピアノと弦楽のための協奏曲 Concerto for Piano and Strings （1927年）
- 吹奏楽のためのオリジナル組曲 An Original Suite for Military Band （1928年）
- 弦楽四重奏曲 String Quartet （1928年）
- 交響曲第1番 Symphony no. 1 （1928年 - 1929年）
- パーセルのアリアによる変奏曲 Variations on an Air by Purcell （1930年）弦楽オーケストラ
- 有名な主題（オレンジとレモン）によるパッサカリア Passacaglia on a Well-Known Theme (Oranges and Lemons) （1931年）
- オーボエと弦楽のための協奏曲 Concerto for Oboe and Strings （1933年）
- リーマスおじさん Uncle Remus （1934年）バレエ
- 創作主題による変奏曲 Variations on an Original Theme （1936年）
- 組曲第1番ヘ調 Suite no. 1 on F （1939年）
- クラリネット五重奏曲 Clarinet Quintet （1940年）
- 交響曲第2番 Symphony no. 2 （1943年 - 1944年）
- バスーン、弦楽と打楽器のための協奏曲 Concerto for Bassoon, Strings, and Percussion （1947年）
- 組曲第2番 Suite no. 2 （1948年 - 1949年）
- 組曲第3番 Suite no. 3 （1949年）
- セレナード Serenade （1950年）木管八重奏
- 尼院侍僧の話 The Nun's Priest's Tale （1951年）合唱とオーケストラ
- 祝典のための音楽 Music for a Festival （1951年）吹奏楽
- ヴァイオリンと弦楽器のための協奏曲 Concerto for Violin and Strings （1954年）
- チェロと弦楽のための協奏曲 Concerto for Cello and Strings （1955年）
- プレリュードとトッカータ Prelude and Toccata （1955年）オーケストラ
- ピアノ三重奏曲 Piano Trio （1956年）
- オーボエ協奏曲第2番 Oboe Concerto no. 2 （1956年）
- ピアノ協奏曲第2番 Piano Concerto no. 2 （1957年）
- ディヴェルティメント Divertimento （1968年）管楽八重奏
- ピアノ二重奏（三手）とオーケストラのための協奏曲 Concerto for Piano Duet (3 hands) and Orchestra （1969年）
- ユーフォニアムとバンドの為のファンタジア Fantasia for Euphonium and concert Band （1969年）
- 序奏とロンド Introduction and Rondo （1972年）クラリネット・クワイア
- テューバと弦楽のための組曲 Suite for Tuba and Strings （1972年）
- プロ・コルダ組曲 Pro Corda Suite （1977年）弦楽四重奏と弦楽オーケストラ
- 交響曲「西暦78年」 Symphony AD 78 （1978年）吹奏楽
- ヴィオラとピアノのためのソナタ Sonata for Viola and Piano （1978年）
- ヴィオラ協奏曲第2番 Viola Concerto no. 2 （1979年）
- ティンパニと吹奏楽のための協奏曲 Concerto for Timpani and Wind Band （1984年）

## 著書
- 『管弦楽技法』 Orchestral Technique （1931年）　（日本語版：音楽之友社刊）
- 『スコアの読み方』 How to Read a Score （1944年）
- 『作曲家とその芸術』 The Composer and his Art （1955年）
- 『オーケストレーションの要素』 The Elements of Orchestration （1962年）

## 文献
- Eric Wetherell, "Gordon Jacob". Grove Music Online
- Dr Geoff Ogram. Gordon Jacob (1895 – 1984)